# Атід
Атід (рум. Atid) — село у повіті Харгіта в Румунії. Адміністративний центр комуни Атід.
Село розташоване на відстані 238 км на північ від Бухареста, 59 км на захід від М'єркуря-Чука, 116 км на схід від Клуж-Напоки, 98 км на північний захід від Брашова.

## Населення
За даними перепису населення 2002 року у селі проживали 1173 особи.
Національний склад населення села:
| Національність | Кількість осіб | Відсоток |
| -------------- | -------------- | -------- |
| угорці         | 1164           | 99,2%    |
| румуни         | 9              | 0,8%     |

Рідною мовою назвали:
| Мова      | Кількість осіб | Відсоток |
| --------- | -------------- | -------- |
| угорська  | 1166           | 99,4%    |
| румунська | 7              | 0,6%     |